# Фриулы
Фриулы (фриул. Furlans)  — народность в Италии. Численность ок. 800 тыс. человек, из которых порядка 530 тыс. проживают в области Фриули-Венеция-Джулия на северо-востоке страны. Говорят на фриульском языке, практически все носители владеют итальянским. Верующие — католики.

## История
Название «фриулы» происходит от латинского «Foroiulani» — «жители города Форум-Юлии (Forum Iulii)», ныне Чивидале-дель-Фриули. Самоназвание — Furlans.
Фриулы являются потомками племен, исторически живших в области Фриули: эвганеи, венеты, галльское племя карнов. Территория полностью вошла в состав Римской империи к I в. до н. э. К IV—V вв. население было полностью романизировано. В дальнейшем в этногенезе фриулов участвовали вестготы, гунны, остготы, лангобарды, а также славянские племена.
С XV века фриулы испытывали сильное итальянское влияние, а после вхождения их земель в состав объединенной Италии в 1866 практически ассимилировались с итальянцами.